# Rakino Brdo
Rakino Brdo (cyr. Ракино Брдо) – wieś w Bośni i Hercegowinie, w Republice Serbskiej, w gminie Osmaci. W 2013 roku liczyła 222 mieszkańców.